# Leiopelma archeyi
Leiopelma archeyi es un anuro arcaico nativo de Nueva Zelanda, perteneciente a la familia Leiopelmatidae. Esta especie, junto con las otras de su familia, han cambiado muy poco durante los últimos 200 millones de años; por tanto, son considerados como fósiles vivientes.

## Distribución
Se encuentra solo en la Península de Coromandel y cerca de Te Kuiti en la Isla Norte de Nueva Zelanda.

## Etimología
Su nombre de especie es en honor de Sir Gilbert Archey (1890-1974), antiguo director del Museo de Auckland.

## Publicación original
- Turbott, 1942 : The distribution of the genus Leiopelma in New Zealand with a description of a new species. Transactions and Proceedings of the Royal Society of New Zealand, vol. 71, p. 247-253.[3]

Esta especie es totalmente terrestre, vive y se reproduce en los suelos húmedos, bajo la vegetación de los bosques nativos. Actualmente su distribución está confinada a las altitudes mayores de solo dos localidades, aunque hace 15 años era mucho más abundante y con una distribución más amplia que llegaba hasta la orilla del mar. Se conoce muy poco sobre su ciclo biológico. Aunque esta especie es monomórfica sexualmente, se cree que son los machos los que se encargan del cuidado parental, preparan nidos para proteger los huevos, y secretan péptidos antimicrobianos sobre ellos, para asegurar el desarrollo embrionario. Los grupos de huevos varían de 4 a 15. El desarrollo larvario se completa dentro de la cubierta gelatinosa del huevo, y eclosionan ranitas con cola que son transportadas por el macho en su espalda durante varias semanas hasta que la metamorfosis termina. Los adultos no parecen comunicarse por vocalizaciones, sino a través de comunicación química (feromonas). No obstante, algunas veces producen llamadas de emergencia como respuesta a la amenaza de un depredador.
Una población de Cormandel, intensamente estudiada, ha sufrido una reducción de 88 % de 1996 a 2001 pero en muchas otras áreas de su distribución donde eran abundantes han desaparecido totalmente. Debido a esos descensos repentinos y a su difícil reproducción, esta especie se encuentra en riesgo significativo de una extinción inminente.
Bruce Waldman indicó la baja suceptibilidad de esta especie a la quitridiomicosis. Pero aunque los animales en su hábitat muestran signos clínicos de la enfermedad, como las ampollas, podría tratarse de otras patologías.
Desde 2002 se desarrolló un programa de cría en cautividad en la Universidad de Canterbury para proteger esta especie, y se logró su reproducción con éxito. Este programa se transfirió al Zoo de Auckland en 2005, donde aproximadamente la mitad de los individuos murieron y no han vuelto a reproducirse. 
Los investigadores del Zoo de Auckland, la Universidad de Utago y la Universidad de James Cook atribuyen la alta mortalidad y el fracaso en la reproducción, en parte, a una enfermedad metabólica de los huesos, que no supuso ningún problema en las instalaciones de Canterbury.
Esta especie está clasificada como crítica en Nueva Zelanda y en peligro crítico en la lista roja de IUCN.